# Ширлоу, Уолтер
Уолтер Ширлоу (англ. Walter Shirlaw; 1838—1909) — американский художник шотландского происхождения; также заслужил отличную репутацию в качестве иллюстратора.

## Биография
Родился 6 августа 1838 года в городе Пейсли, Шотландия. В 1840 году вместе с родителями переехал в США.

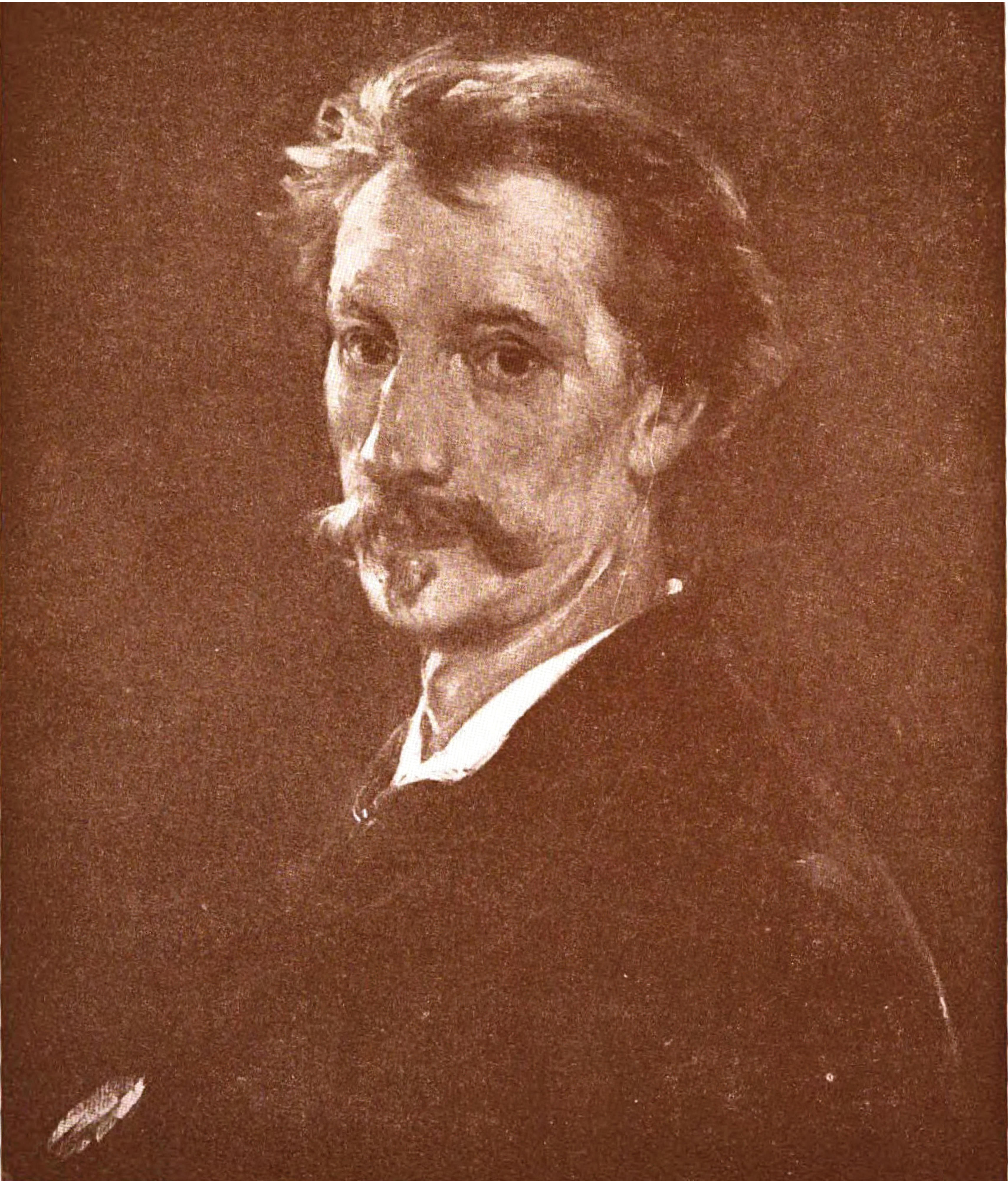
Автопортрет, 1900 год

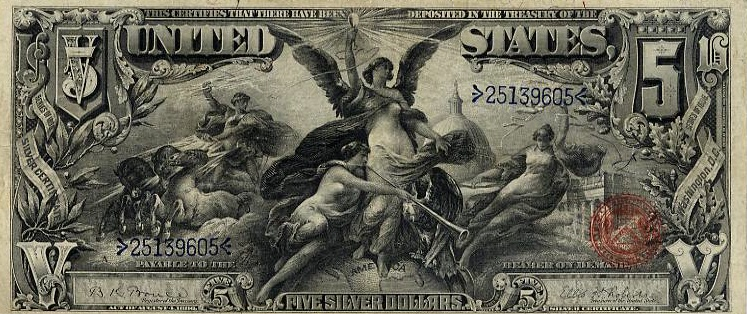
Банкнота в 5 долларов работы Ширлоу, 1896 год

Сначала работал гравёром для изготовления банкнот, затем стал художником и его работы были впервые выставлены в Национальной академии дизайна в 1861 году.
Уолтер Ширлоу был избран академиком Чикагской академии дизайна (ныне Чикагский институт искусств) в 1868 году. Среди его учеников были Фредерик Стюарт Чёрч и Джеймс Кэролл Беквит.
С 1870 по 1877 годы Ширлоу учился в Мюнхене у Иоганна Леонарда Рааба, Александра фон Вагнера, Артура фон Рамберга и Вильгельма Линденшмидта. По возвращении из Европы он возглавил нью-йоркскую школу Art Students League of New York и в течение нескольких лет преподавал там в классе композиции. Он стал адъюнктом Национальной академии дизайна в 1887 году и её академиком в следующем. Уолтер Ширлоу был также одним из основателей Общества американских художников и его первым президентом.
Умер 26 декабря 1909 года в Мадриде и был похоронен на Британском кладбище.

## Труды
Среди его известных работ — картины Toning of the Bell (1874) и Sheep-shearing in the Bavarian Highlands (1876). Последнее произведение было отмечено на Всемирной выставке в Париже в 1878 году.

Некоторые работы
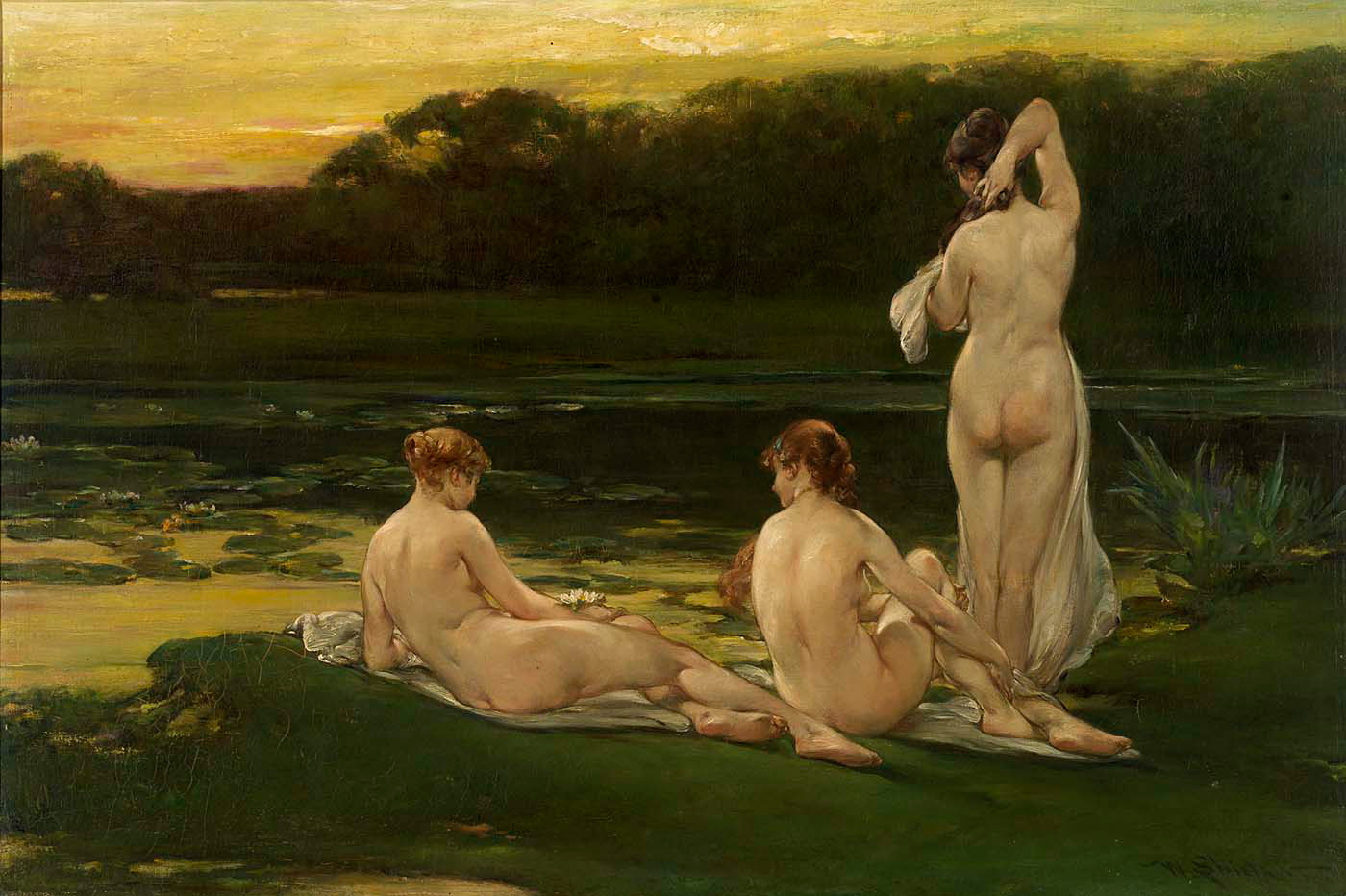
1899 год
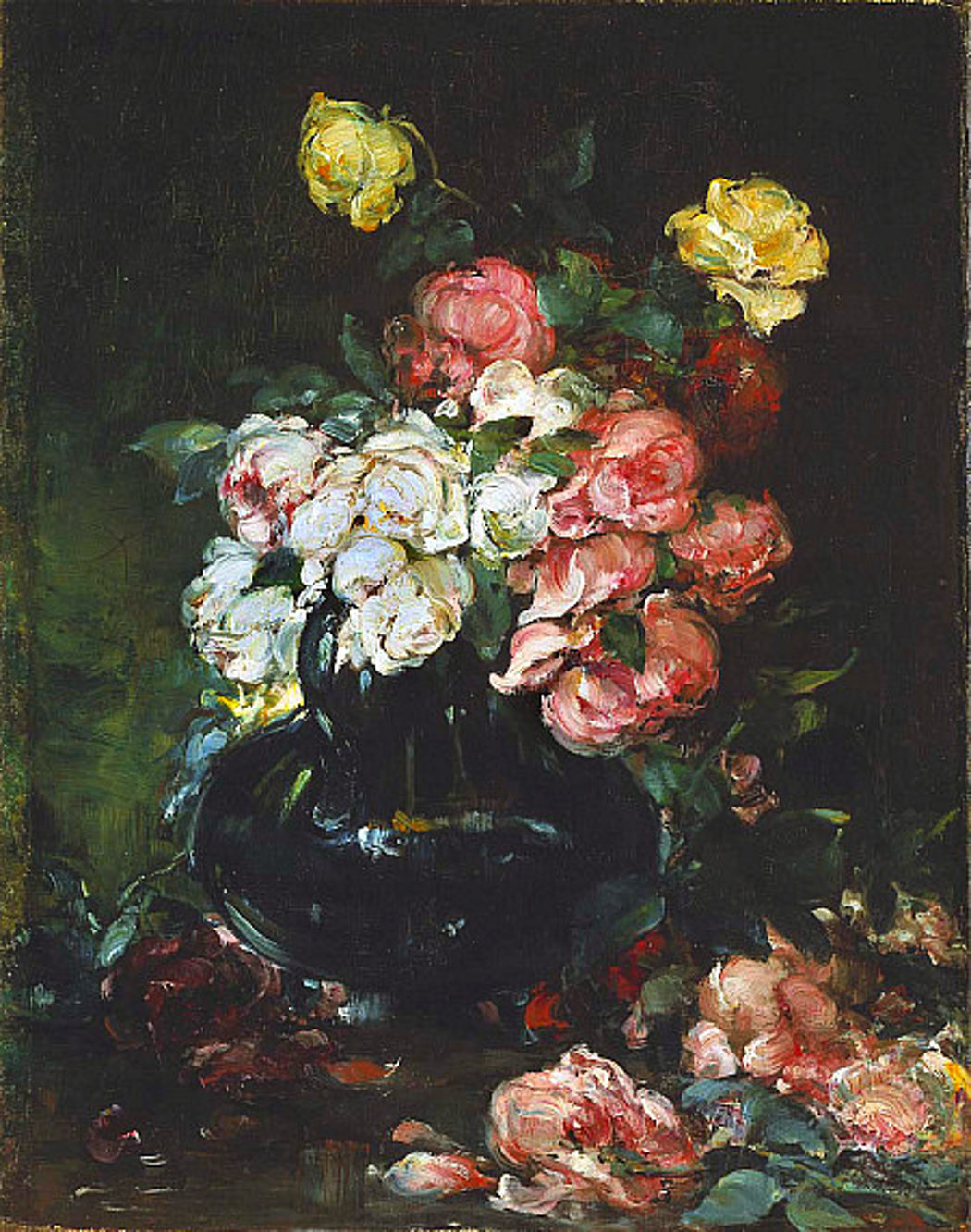
1888 год
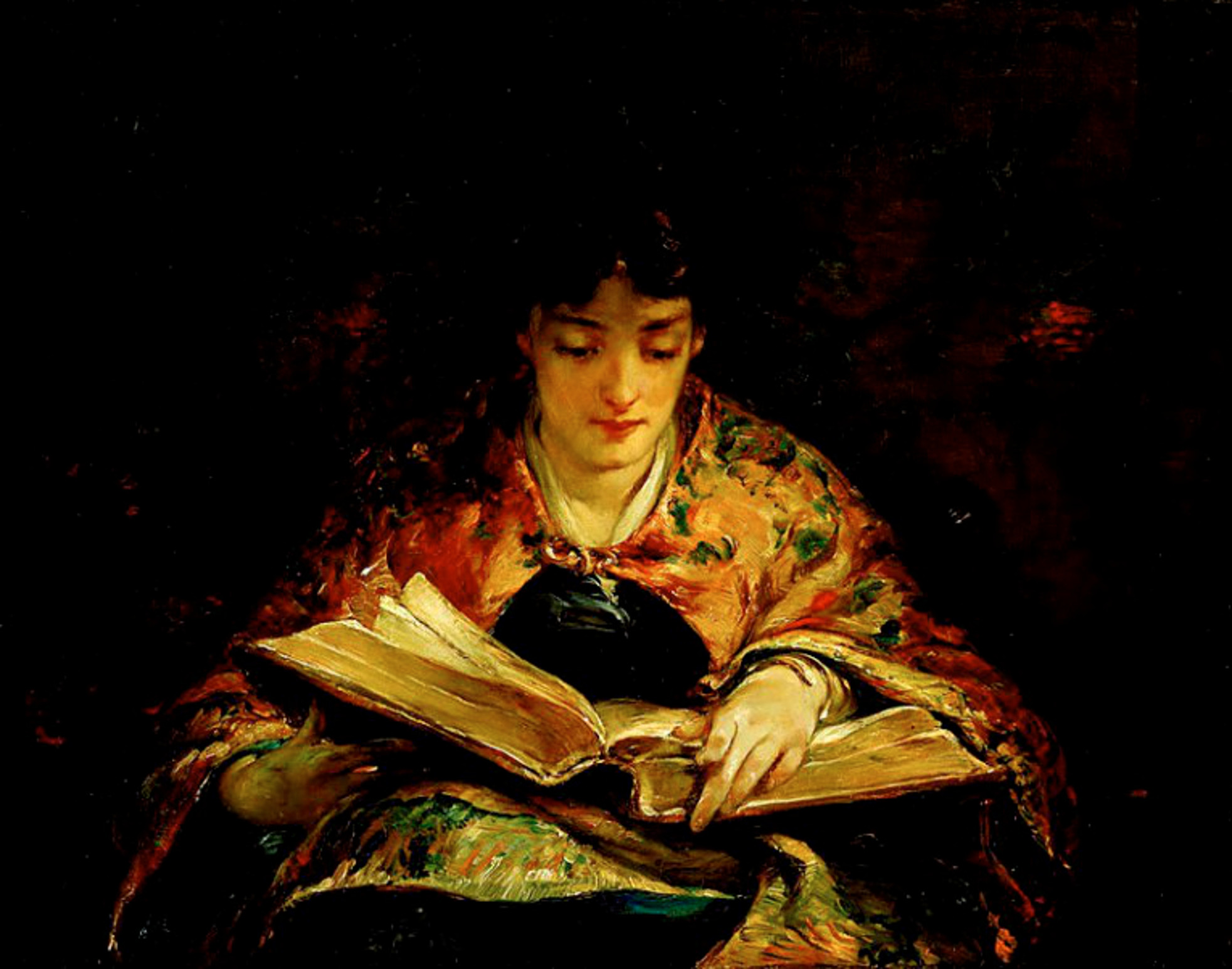
1909 год